# Beigang-Fluss
Der Beigang-Fluss (chin. 北港溪 Běigǎngxī; Tongyong Pinyin: Beigangsi; auch: Peikang Hsi) ist ein 82 km langer Fluss im westlichen Mittel-Taiwan, der in den westlichen Ausläufern des taiwanischen Zentralgebirges entspringt und in die Formosastraße mündet.

## Verlauf
Der Beigang-Fluss speist sich hauptsächlich aus den vier Flüssen Huwei, Dahukou, Shigui und Sandie, die alle in den westlichen Ausläufern des taiwanischen Zentralgebirges entspringen. Nach der Vereinigung der Flüsse Huwei und Sandie in der Nähe des Dorfes Chailinjiao an der Grenze der Landkreise Yunlin und Chiayi heißt der Fluss Beigang-Fluss. Er durchfließt beide Landkreise und bildet an einigen Stellen die Grenze zwischen ihnen. Weiter westlich passiert der Fluss die Kleinstadt Beigang, von der er seinen Namen hat, und mündet in der Gemeinde Kouhu, Landkreis Yunlin, in die Formosastraße.

## Wirtschaft und Tourismus
Der Beigang-Fluss ist von großer Bedeutung für die landwirtschaftliche Bewässerung. In seinem Einzugsgebiet werden v. a. Reis, Erdnüsse, Zuckerrohr und Jute angebaut, zudem wird intensive Schweinezucht betrieben. Letztere sowie der in den Bergregionen florierende Tourismus haben durch ihre Abwässer in einigen Flussabschnitten zu erheblicher Wasserverschmutzung und Verschlammung geführt.
Das zwischen der Mündung des Beigang-Flusses und der Mündung des südlicher gelegenen Puzi-Flusses gelegene Aogu-Feuchtgebiet ist die Heimat von mehr als 150 Vogelarten, v. a. Wasser- und Schnepfenvögeln, und von September bis Mai das Ziel von Touristen und Vogelbeobachtern. Da es in dem Gebiet auch Industrie gibt, kommt es mitunter zu Konflikten zwischen Wirtschaft und Naturschutz.
Der Beigang-Fluss wird von mehreren sowohl älteren als auch modernen Brücken überquert, z. B. von der „Touristischen Brücke Beigang“.